# Марко Милинковић
Марко Милинковић (Београд, 16. април 1988) српски је фудбалер, тренутно наступа за Борац 1926 из Чачка.

## Каријера
Од јула 2007. до децембра 2010. играо је за словачку екипу Кошице. У фебруару 2011. Милинковић је потписао уговор са Слованом из Братиславе. У мају 2016. потписао је уговор са турским Генчлербирлигијем.
Од 2021. године наступа за Алашкерт из Јеревана.
Милинковић је био члан фудбалске репрезентације Србије до 21 године. Дебитовао је 11. октобра 2008. против Данске у плеј-офу за финални турнир Европског првенства У-21 2009. године. У реваншу против Данске постигао је први гол. Милинковић је одиграо прво полувреме против Белорусије на У-21 шампионату 2009. године. Дана 12. августа 2009. дебитовао је за сениорску репрезентацију Србије у победи у гостима против Јужне Африке резултатом 3:1 у пријатељској утакмици.

## Приватно
Његов отац Душко Милинковић такође је био фудбалер и играо је за Југославију на Летњим олимпијским играма 1988. године у Сеулу. Душко је био и најбољи стрелац првенства Југославије у сезони 1987/88.

## Успеси
Кошице
- Куп Словачке (1): 2008/09.

Слован
- Првенство Словачке (3): 2010/11, 2012/13, 2013/14.
- Куп Словачке (2): 2010/11, 2012/13.
- Суперкуп Словачке (1): 2014.